# Адъютант его превосходительства
«Адъюта́нт его́ превосходи́тельства» — советский чёрно-белый пятисерийный художественный телефильм 1969 года о работе разведчика-чекиста Павла Кольцова в годы Гражданской войны, поставленный по мотивам одноимённого романа Игоря Болгарина.
  Писатель Игорь Росоховатский настаивал на том, что фильм снят по мотивам повести «И всё-таки это было…», написанной им совместно с Георгием Северским.
Образ Кольцова не имеет прототипа, он собирательный, хотя литературная основа сценария — мемуары советского разведчика капитана Павла Макарова. Премьера на телевидении состоялась с 7 по 16 апреля 1970 года на Первой программе ЦТ.

## Сюжет
Посвящение во вступительной заставке:

Первым чекистам — посвящается
Разведчик красных Павел Андреевич Кольцов весной 1919 года направлен главой Всеукраинской ЧК Мартыном Лацисом в Добровольческую армию. Банда «зелёных» батьки Ангела нападает на поезд, Кольцов и несколько белых офицеров попадают в плен. В темнице они знакомятся с другими белыми офицерами и двумя красными командирами, попавшими в плен ранее. Несмотря на угрозу смерти офицеры наотрез отказываются служить Ангелу. Воспользовавшись моментом, Кольцов завладевает оружием, и офицеры с боем вырываются из плена. Капитан Кольцов производит благоприятное впечатление на командующего второй ударной армией генерала-лейтенанта Владимира Зеноновича Ковалевского, и тот назначает Кольцова своим адъютантом. Кольцов знакомится с красавицей Татьяной, дочерью главы контрразведки второй ударной армии полковника Щукина и завоёвывает её сердце.
Кольцов проводит несколько секретных операций, при этом успешно проходит все проверки своей легенды и не поддаётся на провокации контрразведки.
Ещё одна важная сюжетная линия — судьба Юры Львова, сына погибшего белогвардейского полковника. Оказываясь то по одну, то по другую сторону фронта, мальчик переживает ряд трагических событий, пока не попадает под опеку Кольцова. Наблюдательный Юра догадывается, что Кольцов — агент красных. В откровенной беседе Павлу Андреевичу удаётся убедить Юру, что он служит благородной цели.
В конце фильма Кольцов, жертвуя собой, уничтожает литерный поезд союзников с танками, перегоняемыми на фронт. Раненый Кольцов попадает под арест, его ждёт расстрел.

## История создания
На главную роль сначала был утверждён Михаил Ножкин, а Юрий Соломин должен был сыграть эпизодическую роль подпоручика контрразведки, пытавшего ротмистра Волина. Но режиссёр фильма Евгений Ташков решил, что именно Юрий Соломин должен играть Павла Андреевича Кольцова. За создание этого образа Юрий Соломин был удостоен Государственной премии РСФСР и звания «Заслуженный артист РСФСР».

## В ролях

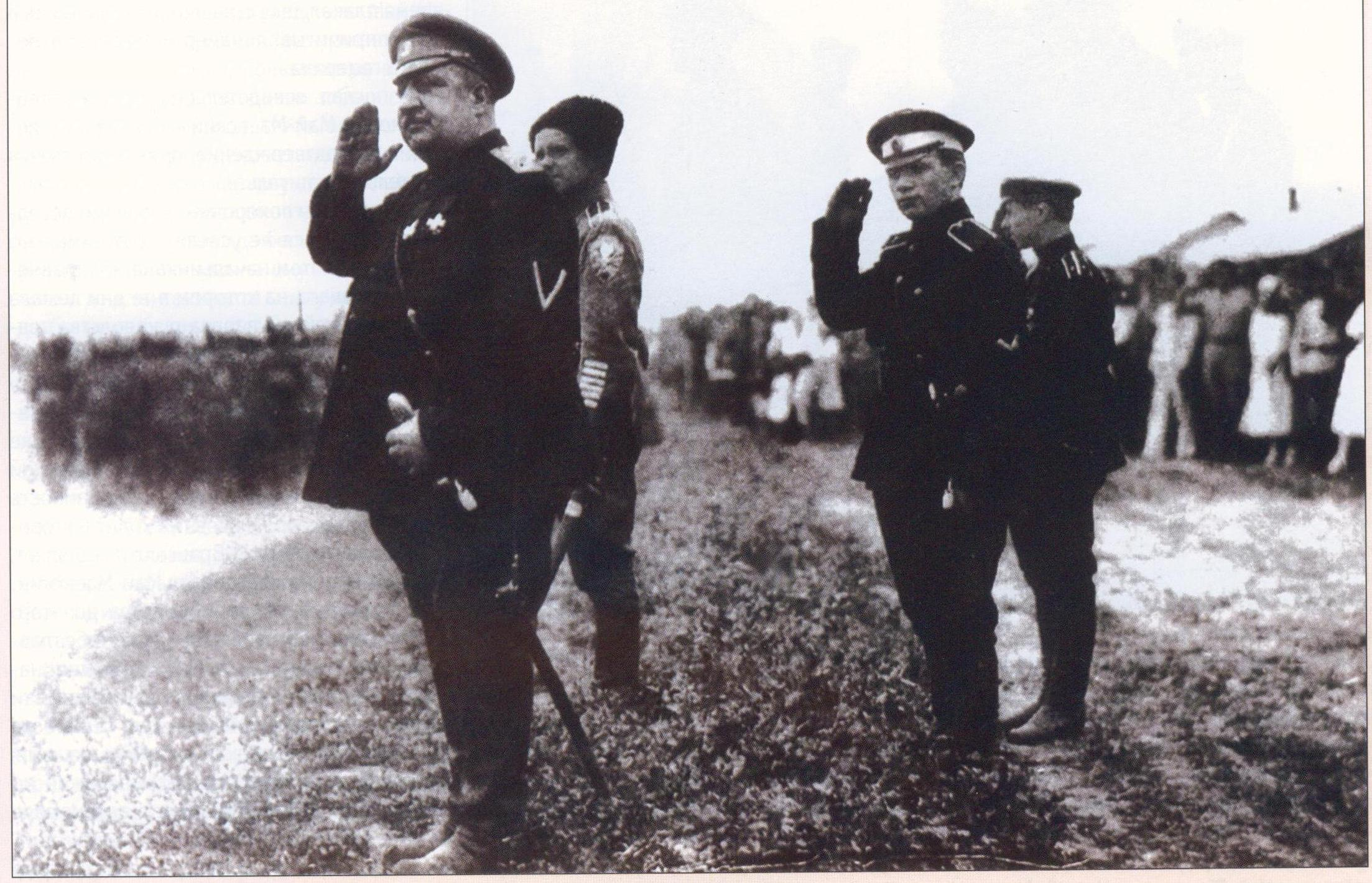
Прототипы главных героев: командующий Добровольческой армией генерал В. З. Май-Маевский (первый слева) и его адъютант капитан Павел Макаров (второй справа). 1919 г.

Подлинное удостоверение Павла Макарова. Харьков, октябрь 1919

- Юрий Соломин — Павел Андреевич Кольцов, капитан, адъютант генерала Ковалевского
- Владислав Стржельчик — Владимир Зенонович Ковалевский, генерал-лейтенант, командующий Добровольческой армией (прототип — генерал Владимир Зенонович Май-Маевский[5][6])
- Владимир Козел — полковник Николай Григорьевич Щукин, начальник контрразведки Добровольческой армии (согласно А. Двигубскому, настоящая фамилия Щучкин[7]).
- Татьяна Иваницкая — Татьяна Николаевна Щукина, дочь полковника Щукина
- Александр Милокостый — Юрий Сергеевич Львов, сын полковника Львова (озвучивание — Надежда Подъяпольская)
- Анатолий Папанов — батька Евгений Петрович Ангел, главарь банды «зелёных»[8][9]
- Виктор Павлов — Мирон Осадчий, член банды батьки Ангела, затем агент белой разведки
- Михаил Кокшенов — Павло, член банды батьки Ангела
- Евгений Ташков — Мартин Янович Лацис, председатель Всеукраинской ЧК
- Николай Тимофеев — Пётр Сергеевич Фролов, чекист
- Евгений Шутов — Семён Алексеевич Красильников, чекист
- Андрей Петров — Николай Петрович Сиротин, командир Красной Армии
- Юрий Назаров — Григорий Емельянов, командир Красной Армии
- Даниил Нетребин — красный командир
- Геннадий Карнович-Валуа — полковник Сергей Иванович Львов
- Олег Голубицкий —  ротмистр Волин
- Владимир Гросман — поручик/штабс-капитан Дудицкий
- Игорь Старыгин — Микки, поручик, секретарь Ковалевского
- Валентин Смирнитский — капитан Евгений Ростовцев
- Гедиминас Гирдвайнис — подпоручик контрразведки
- Герман Юшко — Тимка, ординарец батьки Ангела
- Юрий Медведев — Никита, член банды батьки Ангела
- Николай Гриценко — Викентий Павлович Сперанский, руководитель киевского белого подполья
- Софья Павлова — Ксения Андреевна Сперанская, жена Сперанского
- Борис Новиков — Исаак Либерзон, киевский ювелир
- Елизавета Ауэрбах — Софа Либерзон, жена Либерзона
- Лев Поляков — Загладин, член белого подполья
- Иван Соловьёв — Василий Васильевич Резников, начальник штаба красных
- Николай Граббе — Дмитрий Степанович Кособродов, машинист паровоза
- Константин Желдин — капитан Виктор Захарович Осипов, сотрудник контрразведки Добровольческой армии, помощник Щукина
- Алексей Преснецов — Владимир Петрович Басов («Николай Николаевич»), бывший полковник, начальник оперативного отдела штаба армии красных и белый разведчик
- Сергей Цейц — Бинский, киевский подпольщик, белый
- Сергей Полежаев — киевский подпольщик, «брат» Бинского, белый
- Людмила Чурсина — Оксана
- Пётр Должанов — Лев Борисович Федотов, ювелир
- Пётр Кудлай — градоначальник Харькова полковник Щетинин
- Евгений Тетерин — Иван Платонович Старцев, нумизмат, курьер красных
- Лариса Данилина — Наталья Ивановна Старцева, дочь нумизмата, резидент разведсети красных
- Александр Барушной — английский бригадный генерал Бриггс, представитель союзников
- Глеб Плаксин — французский генерал
- Василий Витрищак — Михаил Иванович Терещенко, сахарозаводчик
- Вера Енютина — лже-Кольцова
- Алексей Смирнов — фармазонщик в Харьковской тюрьме
- Артур Нищёнкин — Клёнкин, чекист
- Борис Юрченко — чекист
- Иван Матвеев — Сидорин, сторож железнодорожного склада
- Валентин Грачёв — чекист Сазонов
- Маргарита Криницына (озвучивает Антонина Кончакова) — женщина в доме Гриценко в Киеве, с которой разговаривает Осадчий
- Станислав Симонов — кочегар Николай
- Владимир Липпарт — заключенный Лукин
- Михаил Бочаров — фельдфебель в тюрьме
- Владимир Ферапонтов — поручик, осматривающий с Кольцовым здание в Харькове
- Александр Ширшов (озвучивает Иван Рыжов) — хуторянин в поезде
- Валентина Березуцкая — плачущая женщина в поезде
- Владимир Алексеенко — проводник поезда
- Александр Кузнецов — ангеловец Антон, часовой
- Юрий Авшаров — князь Асланов
- Юрий Леонидов — полковник Сергей Христофорович Лебедев
- Виктор Барков — Преображенский, старший писарь оперативного отдела штаба армии красных
- Владимир Маренков — сапожник Пискарев, связник Басова
- Юрий Мартынов — офицер связи
- Николай Бармин — начальник станции
- Иван Бондарь — машинист поезда с лесом
- Владимир Протасенко — офицер, наблюдающий за выгрузкой танков
- Виктор Маркин — офицер, наблюдающий за выгрузкой танков
- Виктор Колпаков — дядя Егор
- Игорь Безяев — фельдфебель на станции, задержавший Кольцова

## Съёмочная группа
- Сценарий Игоря Болгарина, Георгия Северского
- Режиссёр-постановщик — Евгений Ташков
- Главный оператор — Пётр Терпсихоров
- Художники-постановщики: Михаил Карташов, Валерий Филиппов
- Режиссёр — Т. Хагундоков
- Оператор — Александр Двигубский
- Композитор — Андрей Эшпай
- Звукооператор — Е. Фёдоров
- Дирижёр Эмин Хачатурян
- Монтаж Л. Кузнецовой
- Грим С. Калинина
- Костюмы А. Докучаевой
- Комбинированные съёмки:
оператор — Григорий Зайцев
художник — С. Зябликов
- Ассистенты:
режиссёра — А. Москвина, С. Акопов
оператора — Ю. Епишин, В. Гордон
- Главный консультант — полковник А. Коваленко
- Консультант — В. Кузьменко
- Редактор — И. Наумова
- Директор картины — А. Жаворонкова

## Оценки критиков
Кинокритик Вера Тулякова написала, что «Адъютант его превосходительства» — это «не обычный фильм, легко относимый к приключенческому или детективному жанру», а фильм-размышление о времени гражданской войны.
Кинокритик Всеволод Ревич в своей подробной рецензии положительно оценил фильм. Он ставит в заслугу создателям фильма то, «что они сумели разработать не только очень увлекательный, но и очень содержательный сюжет». Ревич назвал одним из главных достоинств режиссёрской работы Е. Ташкова «пристальное внимание к разработке характеров, и не только основных героев, но и эпизодических». Не устроили критика только образ батьки Ангела и любовная линия.
В. Ревич особо выделил роли Ю. Соломина и В. Стржельчика. Образ Кольцова в исполнении Ю. Соломина критик относит к числу лучших кинообразов чекистов. Не меньшей удачей назван и образ белогвардейского генерала: «Ковалевский Стржельчика далёк от расхожих образов „беляков“. Он умён, интеллигентен, мягок и даже добр, насколько это возможно для военного».
Кинокритик Елена Стишова отмечала, что «Юрий Соломин в роли Кольцова поломал устоявшуюся модель образа разведчика». Она утверждала: «Пойдя наперекор типологии зрительских ожиданий, выбрав на роль разведчика актёра, типажно для неё совершенно неподходящего, авторы сделали свой выбор художественно значимым. Тот факт, что зритель принял такого героя, говорит о прозорливости режиссёра, сумевшего не только сломать штамп, но и точно почувствовать необходимость сменить примелькавшуюся „маску“ разведчика, дать зрителю тем самым новую духовную пищу».
Биограф В. Стржельчика отмечала: «В образе генерала Ковалевского, кажется, сфокусировалась вся история русского офицерства…Веками вырабатывавшаяся традиция, идеалы, культура — вот что стоит за плечами Ковалевского-Стржельчика, делает его фигуру особо выразительной, масштабной». В отношении роли главного героя киновед Н. Басина утверждала, что она «сыграна так, что первостепенным в Кольцове оказываются не „пламенные убеждения“, а естественно благородное и последовательное поведение человека, выбравшего сторону баррикады в силу собственных представлений о той же самой порядочности».
Киновед Александр Фёдоров назвал фильм самой яркой детективной трактовкой событий гражданской войны. Картина, по его оценке, «бросала вызов ортодоксальным представлениям прошлых лет о „плохих белых“ и „хороших красных“». Историк Е. Волков отмечал, что «в картине есть сцены, которые ранее были бы просто немыслимы для советского кинематографа».

## Соотнесение с реальными датами
- Город Харьков Добровольческая армия заняла 25 июня 1919 года, штаб командующего Добровольческой армии генерал-лейтенанта Май-Маевского размещался в здании Дворянского собрания на Николаевской площади.
- Британская миссия прибыла в город Харьков 31 августа 1919 года для вручения Владимиру Зеноновичу Май-Маевскому ордена Михаила и Георгия «за заслуги в борьбе с большевизмом как мировым злом».

## В литературе
- Новеллизация: Существует 8-томная серия книг «Адъютант его превосходительства» («Под чужим знаменем», «Седьмой круг ада», «Милосердие палача», «Багровые ковыли», «Миссия в Париже», «Расстрельное время», «Чужая луна», «Мёртвые сраму не имут»), созданная Игорем Болгариным в соавторстве с Георгием Северским (книги 1—2) и Виктором Смирновым (книги 3—4)[22], в которой развит сюжет фильма: капитан Кольцов спасается из плена белых и проводит ещё несколько операций в роли разведчика.
- Борис Акунин в романе о Фандорине «Не прощаюсь» помещает главного героя в Харьков тех дней и встраивает фабулу фильма в качестве третьестепенной линии в свой сюжет. Персонаж Павел Андреевич Кольцов (основанный на Макарове) фигурирует под именем Павел Андреевич Макольцев.

Интертекстуальные параллели:
- «Адъютант его превосходительства» — так называлась статья[23] 1887 или 1888 года В. Г. Короленко о сумасбродном адъютанте приамурского генерал-губернатора, застрелившем начальника почтовой станции.
- Батька Ангел действует в 1918 году на Украине в повести А. Н. Толстого «Похождения Невзорова, или Ибикус» (1923).

## В культуре
- Фразы из фильма «ведь это ты, Мирон, Павла убил» и «фитилёк-то притуши, коптит» (в оригинале — «лампу»), были использованы в песне группы «Аквариум» «212-85-06».